# Philander deltae
Philander deltae — вид сумчастих ссавців родини Опосумові (Didelphidae). Спинна поверхня сіра, черевна — кремового кольору, волосся на боках мають сірі основи. Плями вище очей малі. Плями позаду вух маленькі й непомітні.

## Поширення
Цей вид зустрічається тільки в північно-східній Венесуелі. Відомий з дельтових рівнин, сезонно або постійно затоплюваних. Зустрічається тільки у низьких і середньої висоти (15-25 м) вічнозелених, постійно затоплених болотних або мохових лісах.

## Загрози та охорона
Немає великих загроз для цього виду. Переважна більшість області заселена. Область не має великого людські поселення, але є дослідження на нафту в цьому районі, і планується добувати нафту і будувати газові труби. Є записи з англ. Guaripiche Forest Reserve, Mariusa National Park, Delta del Orinoco Biosphere Reserve.